# スーパー伊勢湾台風
スーパー伊勢湾台風（スーパーいせわんたいふう）とは、伊勢湾台風よりも強大であった室戸台風クラスの台風が伊勢湾に接近、上陸した場合の被害を想定するための架空の台風である。

## 経緯
スーパー伊勢湾台風が仮想されることとなった背景として、2005年にアメリカで多大な被害をもたらしたハリケーン・カトリーナの存在がある。国土交通省は、ハリケーン・カトリーナによりアメリカの湾岸都市や低平地の都市が水没して多くの被災者を出したことから、2005年10月に「ゼロメートル地帯の高潮対策検討会」を設置してゼロメートル地帯の高潮への対策についての検討を実施し、翌2006年1月に提言を行った。
なお同提言には東京湾、伊勢湾、大阪湾の三大湾については、国や都府県が主導して関係機関と協力しながら具体的な対策と危機管理行動計画の策定することが求められていたため、国土交通省中部地方整備局では2006年11月に地域協議会として「東海ネーデルランド高潮・洪水地域協議会」の設置を行い、対策の検討を行っている。
このような状況の下、国土交通省中部地方整備局河川部では有識者の検討会である「中部地方の天変地異を考える会」を独自に設立し、台風による高波被害などの対策の検討を行っていた（第一回検討会が2006年1月18日）。
この「中部地方の天変地異を考える会」の2006年6月13日第3回検討会において、スーパー伊勢湾台風が初めて提示された。この仮想台風の規模は、地球温暖化による影響を考慮して、実際に起こりえる最悪の規模のものを想定したという。

## 想定した規模
スーパー伊勢湾台風は、上陸時の中心気圧が912ヘクトパスカルと日本の観測史上最も気圧が低く、強い台風であった1934年の室戸台風と同規模を想定している。台風の経路は、伊勢湾奥の潮位偏差が最も高くなるコース、すなわち、紀伊半島から上陸し、琵琶湖西側を通過、日本海へと抜けるコースが想定されている。また、死者と重症者が510人、軽傷者が2400人発生したと仮定した場合、救助には延べ6万9千人が必要であると予測されている。
さらに、浸水想定地域内には名古屋市港区、中川区、飛島村、桑名市、木曽岬町などが入っており、避難を必要とする住民は238万人に及ぶとされている。